# Johan Daisne
Johan Daisne és el pseudònim de Herman Thiery (1912-1978), un escriptor, poeta i dramaturg belga que escriu en neerlandès. Va ser uns dels iniciadors del realisme màgic a la literatura neerlandesa.

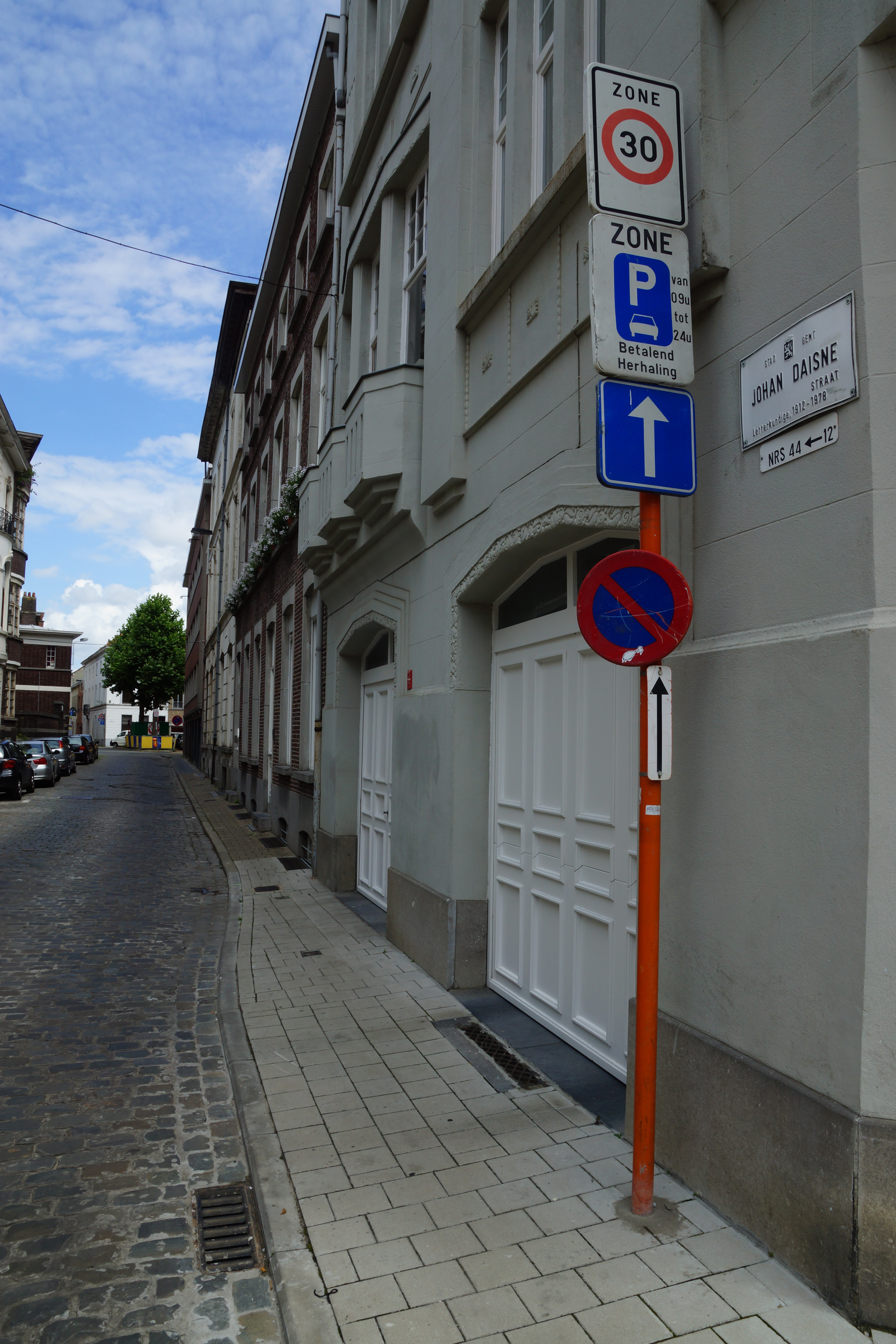
Carrer Johan Daisne a Gant

Va néixer a Gant, el 2 de setembre del 1912. Els Thiery són descendents llunyans d'una vella nissaga noble del departament de l'Aisne, el que l'insipirà per triar el seu pseudònim. La seva ciutat natal li va dedicar un carrer al barri d'Ekkergem.
Va morir a la seva ciutat natal el 9 d'agost del 1978.

## Obres destacades
En neerlandès
- De trap van steen en wolken (1942)
- De man die zijn haar kort liet knippen (1947), base de la pel·lícula del mateix nom d'André Delvaux, amb Senne Roufaer com protagonista. Traduït en castellà Vértigo per Tine de Vries, (1959)[3]
- De trein der traagheid (1950), va ser la base de la pel·lícula Un soir, un train (1968), d'André Delvaux, amb Yves Montand i Anouk Aimée com protagonistes.

Una bibliografia completa es troba a la Biblioteca digital de la literatura neerlandesa